# 奥塞亚娜·米勒
奥塞亚娜·米勒（法語：Océanne Muller，2003年1月2日—），法国女子射击运动员，2022年地中海运动会女子10米气步枪和混合团体10米气步枪金牌得主、2023年欧洲运动会女子10米气步枪铜牌得主、2023年世界射击锦标赛混合团体10米气步枪铜牌得主。